# Gatans barn
Gatans barn (en suecm Nois dels carrers) és una pel·lícula muda dramàtica sueca del 1914 dirigida per Victor Sjöström.

## Sinopsi
El periodista i compromès políticament Karl Sterner s'enamora de la bella Jenny, tavernera del Gyllene ankaret. Tanmateix no podrà controlar la seva personalitat, el que li causarà nombrosos conflictes de parella.

## Repartiment
- Lili Bech - Jenny, tavaernera al Gyllene ankaret
- Gunnar Tolnæs - Karl Sterner, periodista
- Sven Bergvall - Jove periodista en un diari competidor
- Gustaf Callmén - Polític, company de partit de Sterner
- Jenny Tschernichen-Larsson - La seva dona
- Emil Bergendorff - Polític, company de partit de Sterner
- Stina Berg - Convidada a la primera festa de Sterner
- John Ekman - Un de la colla de Gyllene ankaret

## Producció
La pel·lícula es va estrenar el 19 d'octubre 1914 al cinema Röda Kvarn i Auditorium d'Estocolm. Com a guió per la pel·lícula, tenen dos manuscrits dels autors Johanne Skram Knudsen i Poul Knudsen. Els tres primers actes van formar la trama d'aquesta pel·lícula, mentre que el quart acte es va rodar el 1916 amb el nom de Therèse.
L'enregistrament va tenir lloc a l'estudi del Swedish Biografteatern a Lidingö amb algunes escenes filmades a Gamla Stan amb diverses localitzacions a Estocolm per Henrik Jaenzon.

## Repartiment
1. ↑  «Progressive Silent Film List: Children of the Streets». Silent Era. [Consulta: 23 abril 2009].